# Męcowizna
Męcowizna – niegdyś niezależna miejscowość w gminie Lipno w woj. włocławskim, później część wsi Ignackowo. Po nazwie miejscowości pozostał tylko przystanek PKS „Męcowizna”.